# Exemple
Es fa us de l'exemple per a explicar o il·lustar una afirmació general dita. També per donar un cas particular i específic que fa de model per al cas general.
L'exemple és triat lliurement, però serveix per deixar clara la comprensió d'un fenomen, concepte o procés. S'utilitza, també, per a millorar la comprensió d'algun concepte de major complexitat.

## En la retòrica
L'exemple és una figura d'estil corrent en la retòrica.

## En les matemàtiques
A matemàtiques, un exemple és un cas diferents i particular.
Pretén il·lustrar una definició, un teorema o un raonament. Es podria trobar de la següent manera en un llibre de matemàtiques:
«Les funcions definides sobre per es denominen funcions afins.{\displaystyle f}{\displaystyle \mathbb {R} }{\displaystyle f(x)=ax+b}
Per exemple, la funció definida sobre per és una funció afí».{\displaystyle f}{\displaystyle \mathbb {R} }{\displaystyle f(x)=4x-5}
En general, l'exemple no serveix per a demostrar al 100% una proposició universal. Tot i que, un contraexemple es suficient per a demostrar que una proposició és falsa, Seria, per tant, una excepció a la regla general proposada.